# Waldbrölbach
Der Waldbrölbach ist ein etwa zwanzig Kilometer langer, linker Nebenfluss der Bröl im südwestlichen Nordrhein-Westfalen.

## Geographie

### Verlauf
Der Waldbrölbach entspringt bei Waldbröl in der „Bocksheide“ auf einer Höhe 370 m ü. NHN. Zwischen Ziegenhardt und der Kreisgrenze zum Rhein-Sieg-Kreis  bildet er die Gemeindegrenze zwischen Waldbröl und Nümbrecht. Er mündet in der Bröltalgemeinde Ruppichteroth bei Bröleck in den Sieg-Zufluss Bröl.
Durch sein Tal führte früher die Bröltalbahn, heute die Bundesstraße 478.

### Einzugsgebiet
Sein Einzugsgebiet ist 63 km² groß und wird über Bröl, Sieg und Rhein in die Nordsee entwässert.

### Zuflüsse
Größter Zufluss ist der Harscheider Bach. Weitere Zuflüsse bei Schönenberg sind der Hover Bach und der Bornscheider Bach.
- Hahner Bach (rechts), 1,8 km
- Benzinger Siefen (links), 1,2 km
- Bohlenbergener-Bach (rechts), 1,7 km
- Ruher Siefen (links), 1,0 km
- Karrsiefen (links), 1,0 km
- Hoffsiefen (rechts), 1,3 km
- Bleisiefen (rechts), 0,7 km
- Brucher-Bach (links), 1,4 km
- Hülbach[6] (rechts), 0,3 km
- Mammichssiefen (links), 1,5 km
- Tiefer Siefen (rechts), 0,2 km
- Parksbach (rechts), 1,9 km
- Bladersbacher Bach (links), 3,0 km
- Gösgessiefen (rechts), 0,8 km
- Nothbusch Siefen (rechts), 0,6 km
- Ostensiefen (links), 0,5 km
- Langenbach (rechts), 1,8 km
- Rottlandsiefen (links), 0,7 km
- Harscheider Bach (rechts), 8,0 km
- Auelsbach (links), 1,2 km
- Limbach (rechts), 1,3 km
- Vilkerbach (links), 2,8 km
- Dehrenbach (rechts), 2,7 km
- Ifanger Bach (links), 3,1 km
- Lenger Siefen (rechts), 1,0 km
- Bonnenbach (links), 0,3 km
- Kesselscheider Bach (links), 3,2 km
- Kammericher Bach (links), 0,8 km
- Höver Bach (rechts), 5,0 km
- Bornscheider Bach (links), 3,6 km